# X-Men Origins: Wolverine (jogo eletrônico)
X-Men Origins: Wolverine é um jogo fabricado pela Raven Software e distribuído pela Activision no ano de 2009 para o PlayStation 3, Xbox 360, Windows, Wii, PlayStation 2, Nintendo DS e PlayStation Portable. O jogo coincidiu com o lançamento do filme do mesmo nome em 1 de maio de 2009.

## História do Enredo
O jogo segue a história do filme, mostrando (de uma forma bem mais resumida) o passado romântico e violento do Wolverine, pondo em foco as antigas missões na África e o surgimento da Arma X. Ao longo do jogo, o seu principal objetivo se torna buscar vingança pela falsa morte de sua amada, Kayla Silverfox.

## Jogabilidade
Você controla o anti-herói Wolverine pelos mais variados locais. No game, é possível mudar de uniforme, obter novas habilidades e aumentar a força e a agilidade do protagonista de acordo com as necessidades. Comparado ao filme, o Wolverine se torna muito mais violento e agressivo no jogo, pois aqui ele corta os braços, pernas e as cabeças dos adversários da forma mais destruidora e cabal que for possível. E também há a adição de alguns personagens que não apareceram na produção cinemática, como, por exemplo, a máquina conhecida como Sentinela.

## Personagens
- Wolverine
- Victor Creed
- Deadpool
- Gambit
- Blob
- Agente Zero
- Mística
- John Wraith
- Sentinela
- William Stryker

Hugh Jackman (Wolverine), Liev Schreiber (Dentes-de-Sabre) e WILL.I.AM (Wraith) dublam seus personagens do filme.

## Recepção
O jogo foi recebido pelos críticos de uma forma positiva, salientando a sanguinolência presente nos combates, a multiplicidade de inimigos presentes no jogo e os vários poderes do Wolverine. Contudo, o jogo pode se tornar um pouco repetitivo e a dificuldade não é muito elevada.